# Brenan Espartinez
Brenan Espartinez (18 de febrero de 1986) es un cantante cristiano filipino. A los 15 años de edad, hizo su primera prueba para Ryan Cayabyab que estaba en ese momento en busca de nuevos talentos. Pasó a los estudios de grabación y formó parte de una banda llamada Kaya, un grupo de sensación del género pop, integrada 3 de niñas (Shemara Fe Rascal, Ernestina Jacinto & Louge Basabas) y un niño (¡por supuesto! Brenan!). Kaya había realizado un total de 4 videos musicales, de los 2 de su propia (y sé Ajeno) y de 1 video cantó para un concurso llamado (Tara Tena con Kyla y si no me equivoco creo que la V4 en Himig Handog para sa Kabataan y ganaron!), y otro vídeo que fue difundida en (Radio Guy, que cantó por la ciudad). Su grupo fue nominado como la Mejor Banda Nueva del Año en MTV de México en 2001. Aunque su banda no brilló mucho, Brenan todavía se encontraba por su camino para seguir su carrera como cantante en solitario y así es como demostró en el programa de Pinoy Pop Superstar. Cuando cumplía 23 años de edad, admiraba a sus ídolos favoritos del multi-talento como Usher y Justin Timberlake, donde también destacó como bailarín y más adelante fue uno de los cantantes más reconocidos en su país de origen.

## Filmografía

### programas de televisión
- Sine'skwela (1996-2000)
- Pinoy Pop Superstar (1 º finalista; 2006)
- Reglas SOP (2006-presente)

## Discografía

### Con Kaya
- Kaya (2000, Sony Music)

#### Síngles
- Ajeno
- I Know
- Don't Want To Live My Life (Without You)

### En solitario
- Brenan (2009, Universal Records)

#### Síngles
- 'Di Nagpapaalam
- Ikaw
- Mahal na Mahal Kita